# Staatsuniversiteit van Paraná
De Staatsuniversiteit van Paraná (Portugees: Universidade Estadual do Paraná UNESPAR) is een Braziliaanse hogeronderwijsinstelling gevestigd in 2001. Het heeft campussen in Curitiba, Apucarana, Campo Mourão, Paranaguá, Paranavaí, São José dos Pinhais en União da Vitória. Het hoofdkantoor is in Paranavaí. De universiteit wordt bestuurd door de staat Paraná.